# Centro (Tabasco)
Centro là một đô thị thuộc bang Tabasco, México. Năm 2005, dân số của đô thị này là 558524 người.